# 染色体

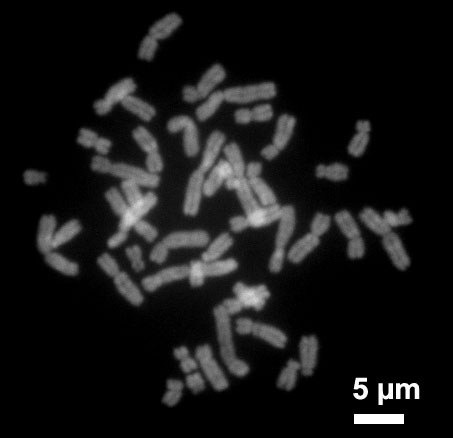
ヒト女性のリンパ球細胞由来の中期染色体。染色体の一部は互いに重なっている。各中期染色体は、2本の同一の娘染色分体から構成され、長手方向に走る暗色の隙間によって区切られている。染色には蛍光色素クロモマイシンA3が用いられた。

染色体（せんしょくたい、英: Chromosome、独: Chromosom）は、遺伝物質（ゲノム）を担う構造体である。染色体は、デオキシリボ核酸（DNA）と、主にヒストンをはじめとするさまざまなタンパク質で構成される。DNAは、生命活動の維持や、形質の継承に関する遺伝情報を含んでいる。
真核生物において、染色体は細胞核の中に格納されている。細胞周期の中期段階で、核膜が一時的に消失し、染色体が高密度に凝縮するため、個々の染色体を識別することができる。一方、間期に染色体は解けて広がり、全体としてクロマチンと呼ばれる構造体となる。細胞核には、その生物種ごとに特有の数の染色体が存在する。ヒトの場合、通常2倍体で、核型には46本の染色体が含まれる（2n = 46,XXまたは46,XY）。
植物、菌類、動物、そしてヒトも含む真核生物の細胞には、核内の染色体DNAに加えて、ミトコンドリアや色素体などの細胞小器官にもDNAが存在する。これらのDNAは多くの場合、環状であり、ミトコンドリアDNAや葉緑体DNAと呼ばれる。
一方、細菌などの原核生物の細胞には細胞核や典型的な染色体は存在しない。細菌のDNAは通常、環状構造であり、細菌染色体とも呼ばれることもある。

## 語源
染色体「Chromosom」という用語は、古代ギリシャ語の χρῶμα chrōma "色" および σῶμα sōma "体" に由来する。

## 顕微鏡による観察

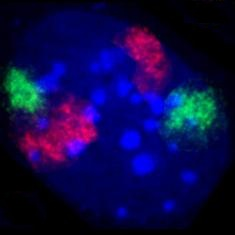
マウス線維芽細胞の細胞核。蛍光 in situ ハイブリダイゼーション法により、2番染色体 (赤) と9番染色体 (緑) の染色体領域が染色されている。DNAは青色に対比染色された。

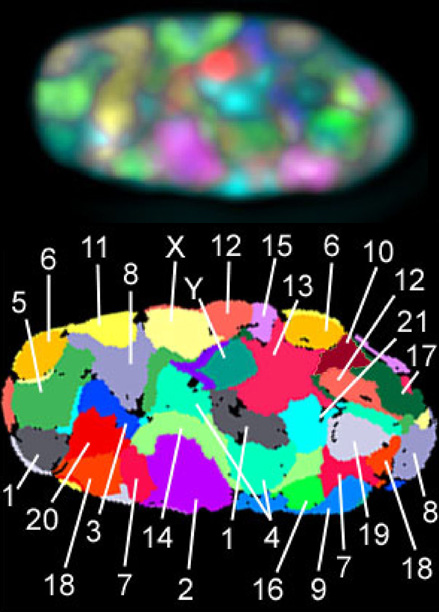
上: ヒト線維芽細胞の細胞核。23種類の染色体 (1-22, X/Y) すべてを、7種類の蛍光色素を異なる組合わせで用いた蛍光 in situ ハイブリダイゼーション法 (FISH) によって染色したもの。蛍光顕微鏡で撮影し、デコンボリューション処理をした画像スタックの中央断面を示している。
下: この焦点面に映っているすべての染色体領域を、コンピュータ分類に基づいて擬色表示した。

「染色体」は、文字通り「色素体（独: Farbkörper）」を意味し、これはクロマチン構造が塩基性染料で容易に染色されることに由来している。染色された染色体は、光学顕微鏡で特殊な検出方法を用いる場合を除き、細胞核の分裂時にのみ観察可能である。このとき、ヒトや他の多くの生物種の染色体は棒状の形状を示す。この凝縮した形態は、有糸分裂や減数分裂の初期段階である前期に形成される。続く中期では、高密度に凝縮した染色体が赤道面に整列する。この段階の各染色体は、複製された2つの同一の染色分体から構成され、平行して隣接した形状をしている。核染色分体は、1本の連続したDNA二重らせんを含む。後期になると、染色体を構成する2つの染色分体が分離され、最終的に終期に形成される娘核にそれぞれ分配される。
核分裂が終わると、染色体は再び脱凝縮した状態に戻る。この状態になって初めて、DNA上の遺伝情報の読み取りや、DNAの複製が可能になる。しかし、古典的な染色法の場合、脱凝縮したクロマチンは連続的に広がって見えるため、細胞核内の各染色体を区別することはできない。ただし、蛍光 in situ ハイブリダイゼーション法などの特殊な手法を用いることで、染色体を別個のユニットとして検出可能である。間期では、脱凝縮した各染色体は細胞核内の区切られた領域、すなわち染色体領域を占有する。

## 研究の歴史
遺伝物質の担い手である「染色体（Chromosomen）」という用語は、1888年、解剖学者ハインリッヒ・ヴィルヘルム・ヴァルダイエルによって提案された。その数年前、ヴァルター・フレミングは、細胞核内の染色可能な物質を指す「クロマチン（Chromatin）」という用語を導入していた。1906年には、オスカー・ヘルトヴィヒが、「核分裂（有糸分裂）の過程でクロマチンがセグメントに分解される」ことを明確にするため、「核セグメント（Kernsegmente）」という用語を用いていた。また、「核ループ（Kernschleife）」という別の古い呼称も染色体（Chromosom ）と並行して使われ、たとえばカール・ハイダー（1906年）が使用していた。
染色体とその機能の発見の歴史は、それ以前の細胞核の発見の歴史と切り離すことはできない。
1842年、スイスの植物学者カール・ヴィルヘルム・フォン・ネーゲリは、「一過性芽細胞（transitorische Zytoblasten）」と呼ばれる、植物細胞の細胞核内に見られる染色可能な棒状構造」について記述したが、これはおそらく染色体にあたるものと推定されている。他の研究者の著作に掲載された図も、現在の知識をもって解釈すると、染色体あるいは有糸分裂の様子を示しているものと見なせる（マティアス・シュライデン 1846年、ルドルフ・フィルヒョウ 1857年、オットー・ビュッチュリ 1873年）。

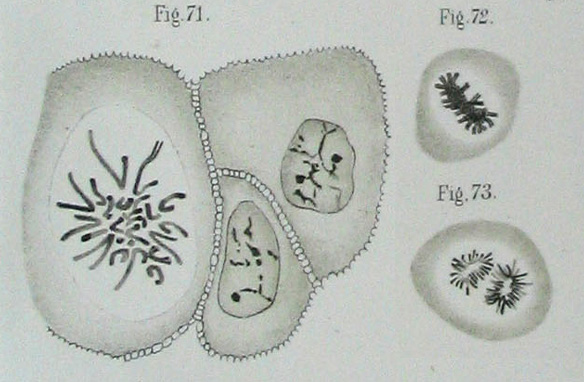
角膜における細胞分裂の各段階。おそらくヒト染色体の最も古い描写である。ヴァルター・フレミング (1882年)。

1873年、アントン・シュナイダーは扁形動物の細胞核について、『酢酸の添加により、細かく渦巻く糸状の塊が現れ、それらの細い糸は次第に太い糸に置き換わる。最初は不規則な形状だったものが、やがて球の中心を通る平面（赤道面）上にロゼット様に配列する。』と記述した。この現象は「間接的核分裂」（有糸分裂）の発見であったが、当時はその仕組みは理解されていなかった。1882年、ヴァルター・フレミングは、核分裂の初期段階で「核糸（Kernfäden）」がもともと連続していた糸から分離して形成されると推定した。彼は後の段階（現在の中期）で、染色体が縦方向に分割されることも観察していたが、染色体全体（両方の染色分体を含む）はさらに後の段階（現在の後期）で新しい細胞核に移動すると考えていた。彼はまた、場合によって、細胞核が（既存の核の分裂ではなく）新たに形成される可能性も排除しなかった。1884年、複数の著者（L. Guignard、Emil Heuser、エドゥアール・ファン・ベネデン）が、染色体の半分（現在の染色分体）が娘細胞核に分配される過程を記述した。
間期における染色体は目に見えないため、核分裂のたびに分解して再形成されるのか、それとも核内に独立した構造として存続するのかは当初不明であった。後者の考えは「染色体の個体性保存説」と呼ばれ、1885年、カール・ラブルによって提唱された。彼はまた、同一組織内にある細胞の染色体数は、有糸分裂を通じて一定であることを初めて示し、そのことから染色体は間期にも存在し続けていると結論付けた。ただし彼は当初、組織によって染色体数が異なる可能性を残していた。さらにラブルは、間期の核内で、各染色体が独自の領域を形成すると提案した最初の人物でもあった。
染色体の個体性保存説は、必ずしも賛同を得たわけではなく、主要な反対者はオスカー・ヘルトヴィヒ（1890年、1917年）であった。一方、1890年頃、染色体研究を行ったテオドール・ボヴェリ (de:ドイツ語版) は、ラブルの説を支持し、さらなる実験結果（1904年、1909年）をもって裏付けた。また1880年代、アウグスト・ヴァイスマンが生殖質説を提唱し、遺伝物質が主に染色体に存在すると仮定した。重要な結論として、遺伝は生殖細胞系を介してのみ行われ、後天的な獲得形質の遺伝は否定されるべきであるとした。この説は後に概ね正しいと認められたが、当時は激しい議論を引き起こした。たとえば、1888年版の『Meyers Konversations-Lexikon』（マイヤー百科事典-レキシコン）の「Erblichkeit（遺伝）」の項目には、この説に対する厳しい批判が見られる。
1900年に、メンデルの法則が再発見され、確認された。この後、遺伝学という新しい科学が発展し、染色体と遺伝の関連性が数多く実証された。たとえば、1910年にトーマス・ハント・モーガンは、ショウジョウバエ（Drosophila melanogaster）を用いて、染色体が遺伝子の担い手であることを証明した、1944年にオズワルド・アベリーが、遺伝分子は、染色体内のタンパク質ではなく、DNAであることを示した。
その後の1950年までの歴史（DNA構造の解明）については、「遺伝の染色体説」の記事に詳しく説明されている。また「クロマチン (de:ドイツ語版) 」の記事には主要な発見の年表が掲載されている。
2000年に、2つの国際的な研究チームがヒトゲノムの大部分の配列を解読し、2003年までに99 %の配列が解読された。2005年から2006年にかけて、24本のヒト染色体のうち、最後に残った1番染色体がほぼ完全に解析された（99.99 %）。この共同研究には、イギリスとアメリカの160人以上の科学者が参加した。
2014年、パン酵母（Saccharomyces cerevisiae）を用いて、初めて合成染色体の設計と構築に成功した。

## 染色体の構成と構造

### 構成要素

サブメタセントリック型中期染色体の模式図。
1 2つの染色分体のうちの1つ
2 セントロメアは、2つの染色分体が結合している部位。有糸分裂の際、微小管がここに結合する。
3 短腕 (p腕)
4 長腕 (q腕)

(左)アクロセントリック型、(右)メタセントリック型の中期染色体の模式図

特殊な場合（ § 巨大染色体 を参照）を除き、染色体は基本的に、「1本」の連続した二本鎖DNA（DNA二重らせん）を含んでいる。二本鎖DNAは、厳密には2本の一本鎖分子から構成されるが、しばしばDNA分子と呼ばれる（デオキシリボ核酸を参照)。この二本鎖DNAには、ヒストン（英: histone）などのタンパク質が結合している（ § 分子構造とパッケージング階層 を参照）。DNA、ヒストン、その他のタンパク質が複合した複合構造は、クロマチン（英: chromatin）と呼ばれる。これらのタンパク質が結合することで、「1本」の二本鎖DNAは、「1つ」の染色分体を構成する。この場合、染色体は1つの染色分体からなる。このような状態は、常に核分裂の直後に見られるほか、多くの動物や植物では、分裂能力を失った細胞（例外：昆虫の多糸染色体）や、一時的に成長を停止している細胞、すなわちG0期にある細胞でも確認される。
細胞が分裂するために成長する際、細胞周期の特定の段階（S期）でDNA複製が行われる。これは、分裂後に両方の娘核がすべての遺伝情報、すなわち各染色体のコピーを1つずつ受け継ぐために必要である。DNAが複製されると、各染色体は2本の同一の二本鎖DNAを持つことになる。これらの2本の二本鎖は、タンパク質によってパッケージングされ、空間的に分離されることで、2つの「姉妹染色分体」が形成される。細胞核分裂（有糸分裂）には、1本の染色体の姉妹染色分体は、狭い隙間によって分離された平行なユニットとして顕微鏡で観察することができる （右図および § ヒト女性のリンパ球細胞由来の中期染色体 の図を参照）。各染色体のセントロメア（英: centromere）と呼ばれる部分は、他の部分よりも幅が狭くなっている。ここで姉妹染色分体が結合している。有糸分裂の進行に伴い（中期から後期への移行。 § 通常の核分裂（有糸分裂）における染色体 を参照）、姉妹染色分体は分離し、それぞれが娘染色体となって新たな細胞核に分配される。こうして、新たな細胞核内の染色体は、再び1つの染色分体から構成される。まとめると、染色分体は常に1本の二本鎖DNAを含み、染色体は細胞周期の段階に応じて1本または2本の二本鎖DNAを含み、それに対応して1つまたは2つの染色分体から構成される。（例外：前述の多糸染色体は、1,000本以上の二本鎖を含む場合がある）。
1本の染色分体は、セントロメアを境にして、「2つの腕」に分けられる。セントロメアの位置によって、染色体はメタセントリック型（セントロメアが中央にある）、アクロセントリック型（セントロメアが末端近くにあり、短腕が非常に短い、 人間では13、14、15、21、22、Y染色体が該当）、またはサブメタセントリック型（セントロメアは中央と末端の間）の3種類に分類される。短い腕はp腕（p-Arm、仏: petit、"小さな"）、長い腕はq腕と呼ばれる（q-Arm、仏: queue、"尾"）。一般的に、染色体は短腕を上に向けて表示される。
染色体の端はテロメア（英: Telomere (複), Telomer (単)）と呼ばれる。テロメアには、短く同一のDNA配列（ヒトではTTAGGG）が繰り返し存在している。染色体が複製されるたびにテロメアは少しずつ短くなり、テロメアは老化プロセスに重要な役割を果たしている。セントロメアやテロメアとともに、DNAの複製開始点は、染色体の3番目の必須構成要素である（ARS要素を参照）。
ヒトのアクロセントリック染色体の短腕には、リボソームRNAをコードする遺伝子が存在しており、同一配列が多数繰り返されたタンデムリピート構造をとっている。凝縮した中期染色体では、これらの短腕の末端に小さなサテライト（二次狭窄によって隔てられた染色体端部）が観察されることがあることから、サテライト染色体（SAT染色体）と呼ばれる（サテライトDNAとは異なる）。細胞周期の間期には、リボソームRNA遺伝子の周囲に核小体が形成される。そのため、これらの遺伝子領域は核小体形成域（NOR）とも呼ばれる。

### 通常の核分裂（有糸分裂）における染色体
次に、有糸分裂の各段階を簡単に説明する。
- 前期（Prophase）

有糸分裂の最初の段階で染色体は次第に凝縮し、読み取り可能な遺伝情報源から、読み取りができない高密度の輸送形態へと変化する。核膜はこの段階で消失する。この変化はしばしば、前中期（Prometaphase）という独立した段階と見なされることもある。
- 中期（Metaphase）

染色体は細胞の赤道面に移動し、中期板を形成する。この時点で、各染色体は2つの姉妹染色分体から構成されている。細胞の両極に中心小体が移動し、そこから伸びる微小管が紡錘体を形成している。
- 後期（Anaphase）

紡錘体の働きによって、各染色体の姉妹染色分体が分離され、それぞれ反対側の細胞極へと移動する。このとき、微小管はセントロメアにある動原体と細胞極の両方に結合しており、伸縮ロープのように機能する。
- 終期（Telophase）

後期の段階が終了すると、それぞれの染色体の周囲に新たな核膜が形成され、染色体の脱凝縮が始まる。分離された染色体がクロマチンに移行し、核構造が形成され、2つの娘核が形成される。それぞれの核には、1本の染色分体からなる染色体が含まれる。

核分裂が完了すると、通常は、細胞質分裂が続いて起こる。ただし、この分裂は有糸分裂そのものには含まれない。

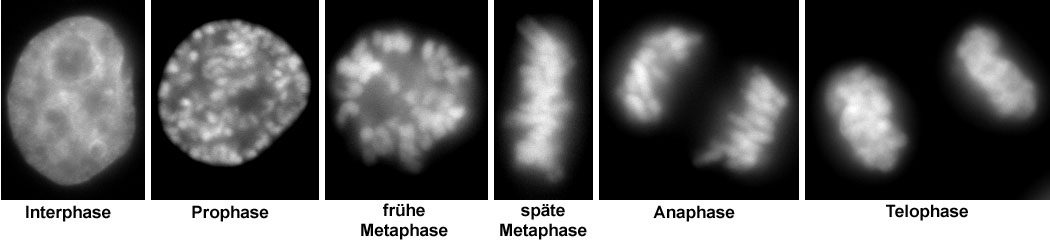
間期および核分裂 (有糸分裂) の各段階における細胞核の落射型蛍光顕微鏡像。左から右に: 間期(Interphase), 前期(Prophase), 初期中期(frühe Metaphase), 後期中期(späte Metaphase), 後期(Anaphase), 終期(Telophase)。

### Gバンド、Rバンド、およびその他の染色体バンド
20世紀半ば、分裂中期にある細胞から染色体を「広げる」技術が開発された。この手法によって得られた分裂中期標本では、1個の細胞の染色体がスライドガラス上に並び、顕微鏡で数え、比較できるようになる（ § ヒト女性のリンパ球細胞由来の中期染色体 の図を参照）。良好な標本の染色体は、よく知られたX字型を呈す。ギムザ染色などの古典的な染色法では、染色体は全長にわたって一様に染色される。そのため、同程度の大きさの染色体同士を区別することは困難あるいは不可能であった。1970年頃、染色体をトリプシンで処理した後、ギムザ染色を行うと、染色体の一部領が染色されずに残ることが発見された。このG分染法（英語版 Giemsa stain を参照）では、染色された領域（Gバンド、Gimsaに由来）と相補的に染色されない領域（Rバンド、Reverseに由来）が交互に現れる。このバンドパターンにより、ヒトを含む多くの動物種で、個々の染色体を明確に識別できるようになった。ただし、トリプシン処理後に一部領域が染色されなくなる分子機構は、今日でも解明されていない。それでも、GバンドとRバンドが異なる特性を持つことが明らかになっている。

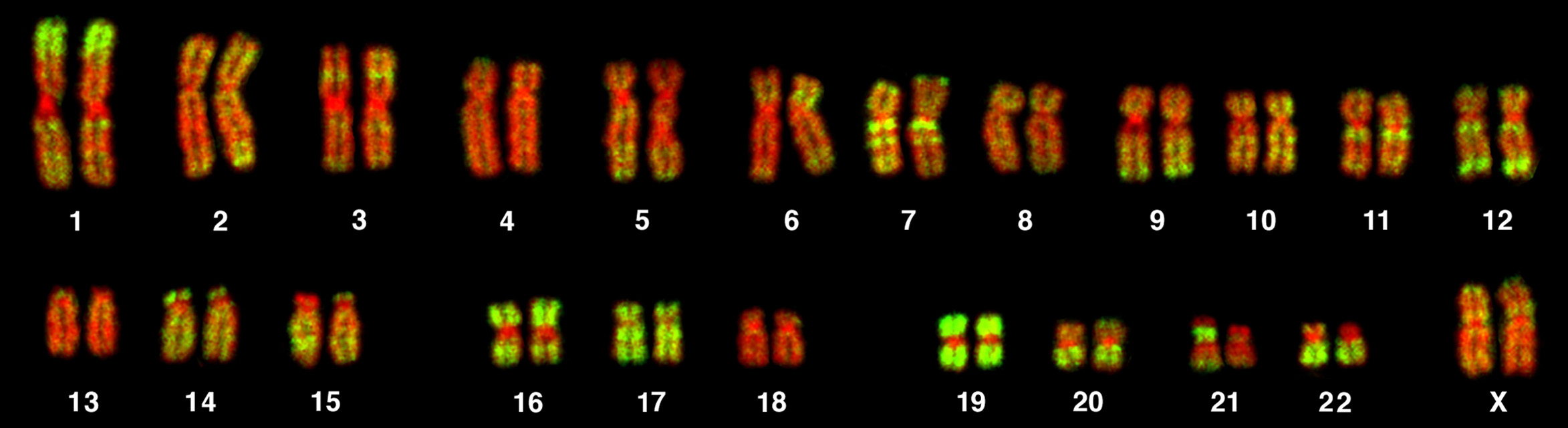
ヒト染色体上の遺伝子が豊富な領域と乏しい領域を示す核型図。ヒト女性リンパ球の中期染色体に対し、蛍光 in situ ハイブリダイゼーション法を用いてAlu配列を標識した (緑色)。これらの配列は、遺伝子が豊富な領域に特に多く分布している。DNA全体は赤色に染色されており、遺伝子の乏しい領域も確認できる。

Rバンドは、平均よりも多くの遺伝子とG-C塩基対を含み、染色体複製の初期に複製される。ヒトでは、Alu配列が豊富に含まれている（右図を参照）。
Gバンドは、相対的に遺伝子量が少なく、G-C塩基対も平均より少なく、代わりにA-T塩基対が多い（デオキシリボ核酸を参照）。これらは、染色体複製の後期に複製される傾向がある。ヒトでは、L1エレメント（長鎖散在反復配列を参照）が豊富に含まれている。
その他のバンドの種類に、Cバンド（セントロメア領域に対応）とTバンドの存在が明らかになっている。TバンドはRバンドの一種で、特に遺伝子が密集しており、テロメアに近い領域に多く見られることから命名された。
RバンドとGバンドの数は、染色体の凝縮の度合いによって変化する。たとえば、分裂中期のヒト染色体全体には約400本のバンドが認められるが、より凝縮度の低い前期では最大850本のバンドが認められる。

#### 染色体領域の命名法

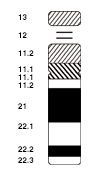
ヒト21番染色体のイディオグラム

染色体の各領域を正確に指定するために、ヒトを含む一部の生物では、標準化された命名体系が導入されている。ヒトの場合、各バンド名は次の要素から構成される。
- 染色体の番号
- pまたはq（p：短腕、q：長腕）
- セントロメアから上に向かって数えた番号

より細分化するために、番号は複数の桁で表記される場合もある。たとえば、バンド「3q26.31」は 「3q26」のサブバンドである。「3q」は、3番染色体の長腕全体を指す。
補助的な表記記号。
- c： セントロメア領域 （例：3c）
- tel： テロメア領域 （例：3ptel や 3qtel）
- ter： テロメアに近い領域 （例: 3pter）

染色体バンドの模式図はイディオグラムと呼ばれる。右図や Ensemblのウェブサイトでも確認できる。イディオグラムでは、Gバンドは常に暗色、Rバンドは白色で示され、反復要素領域は網掛けで描かれることもある。1つの細胞から採取したすべての有糸分裂染色体を分類・整列させたものはカリオグラム（核型図）と呼ばれる。これに基づき、その個体が持つ染色体の数と種類（該当する場合）を示すものが核型である。ヒトの核型は、女性では 46,XX、男性では 46,XY と表される （ § 染色体による性決定とその影響 を参照）。

### 遺伝子の大きさと密度

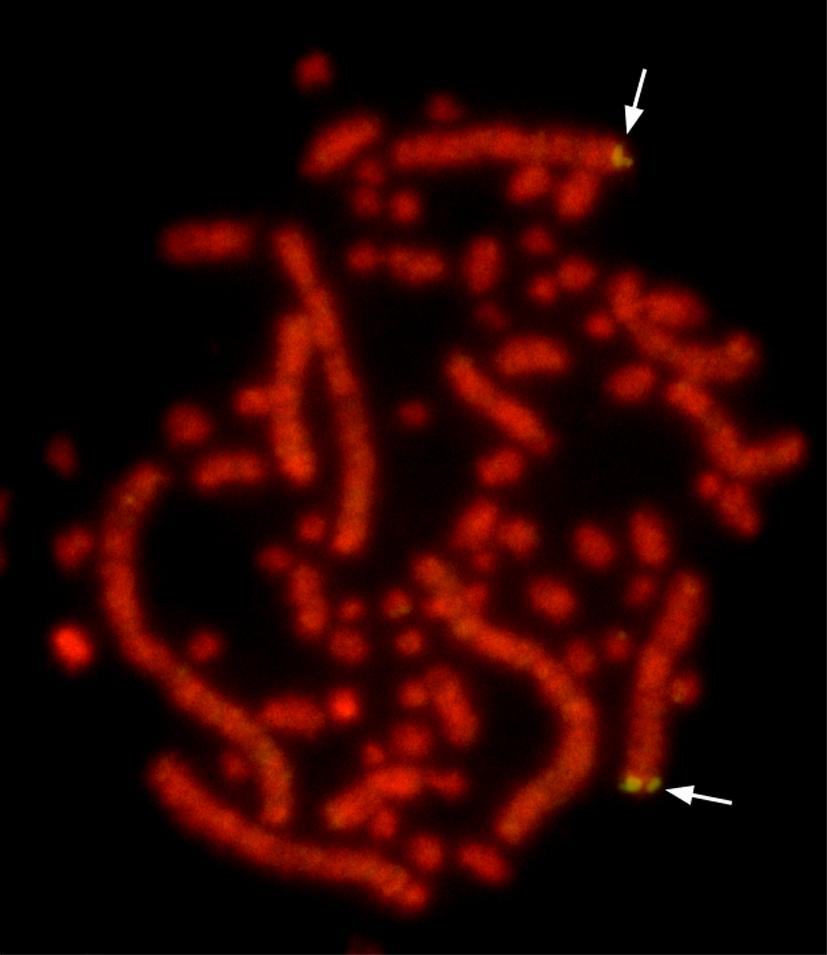
ニワトリの分裂中期染色体。鳥類に特有のマイクロ染色体は、マクロ染色体に比べて著しく小さい。ここでは、蛍光 in situ ハイブリダイゼーション法を用い、3番染色体のq腕上の遺伝子座 (β-デフェンシン遺伝子クラスター) を検出した (緑、矢印)。DNA全体は、核酸染色剤ヨウ化プロピジウムによって赤色に染色されている。

ヒトゲノム、すなわちDNA全体の長さは約3.2ギガ塩基対（Gbp、または10億塩基対）であり、これまでに23,700個の遺伝子が同定されている。ヒトは、母親と父親から1つずつゲノムを受け継ぎ、各細胞核内には計2セットのゲノムコピー（2n）が含まれている。DNAの分子モデルによると、二重らせん構造の1回転（10塩基対）の長さは 3.4ナノメートル（nm、10億分の1メートル）である。この数値に基づいて計算すると、1個のヒト細胞内に存在するDNAの総延長は、2メートルを超えると推定される。ヒトの場合、このDNAは2n = 46本の染色体に分かれており、1本の染色体につき平均約140 Mbp（メガ塩基対、または百万塩基対）に相当する。これは、長さにしてわずか約5 cm（センチメートル）のDNA鎖に、約1,000個強の遺伝子が含まれていることになる。しかし、細胞分裂中に観察される染色体の長さは、わずか数マイクロメートル（μm、100万分の1メートル）に過ぎず、DNAは約10,000倍に圧縮、すなわち「凝縮」されている。また、間期における核内でも、染色体の長さは同程度である。間期核内に見られる染色体領域は、娘染色分体が幅方向に脱凝縮することで形成される。中期における娘染色分体の直径は約 0.6 μmであるが、染色体領域はそれと同程度の範囲を占める。ただし、これらの染色体領域の形状は、しばしば不規則となる。以上の数値から、染色体は間期においても依然として高密度に凝縮された構造を維持していることが分かる。（ § 分子構造とパッケージング階層 を参照）。
ヒトの染色体のうち最大のものは1番染色体で、その大きさは249 Mbpに及ぶ。一方、最小の21番染色体はその1/5以下で、47 Mbpしかない。遺伝子の分布は染色体によって不均一である。たとえば、比較的、遺伝子密度の高い19番染色体には、59 Mbpの範囲に約1,500個のコード領域を持つ遺伝子が含まれている。一方、遺伝子の少ない18番染色体は、80 Mbpの長さを持ちながら、遺伝子数は約640個にとどまる（遺伝子が豊富な領域と乏しい領域を示す核型図 も参照）。特に遺伝子が少ないのはY染色体で、57 Mbpのうちコード遺伝子はわずか72個しか確認されていない。(本段落に記述した遺伝子サイズおよび遺伝子密度に関する情報は、2015年12月時点のものである)
ハツカネズミ Mus musculus では、染色体間の大きさの差はヒトよりも小さい。そのゲノム長は3.5 Gbpで、22,600個の遺伝子が、20個の異なる染色体（2n = 40）に分布している。個々の染色体は、最小で61 Mbp（19番染色体）、最大で195 Mbp（1番染色体）である。
他の哺乳類に目を向けると、染色体の数によって長さの違いが見られる。たとえば、インドホエジカ Muntjak muntjacus は、少ない染色体数を持つ種で、雌は2n = 6、雄は2n = 7である。また、X染色体に対応する位置にY染色体が2本存在する特異性も見られる。一方、サイ Diceros bicornis は、2n = 84で、染色体を多数持つ種である。ただし、こうした正確な長さ（塩基対数）が判明しているのは、ごく少数の種に限られる。
カナヘビや鳥類の場合、染色体の大きさに極端な差が見られる（図を参照）。これらの動物では、哺乳類の染色体とほぼ同じ大きさのマクロ染色体と、小さなマイクロ染色体が混在している。たとえば、ニワトリ Gallus gallus の1番染色体は188 Mbpと大きいが、1 Mbpにも満たないマイクロ染色体も数多く存在する。マクロ染色体とマイクロ染色体の間に明確な境界はなく、しばしば連続的であるため、両者の区別もさまざまである。たとえばニワトリの場合、1番-8番染色体をマクロ染色体とする場合もあれば、1番-10番染色体までを含めることもある。染色体の大きさを視覚的に比較するには、Ensembl データベースが利用でき、本稿の数値もそこから引用している。マクロ染色体およびミクロ染色体という用語は、トカゲの精子形成を研究していた Theophilus S. Painter によって1921年に導入された。
マイクロ染色体は、ナメクジウオ Branchiostoma （旧 Amphioxus）やフトアゴヒゲトカゲ Pogona vitticeps など、他の脊索動物でも報告されている。ただし、獣亜綱（有袋類および有胎盤類、ヒトを含む）では確認されていない。

### 分子構造とパッケージング階層
前節で述べたように、DNAは核分裂時だけでなく、間期においても非常に高密度に巻き取られ、すなわち「凝縮」されている必要がある。しかし、このようなDNAのパッケージングがどのように組織化されているかについては、未だに多くが明らかになっていない。この過程において、塩基性の構造タンパク質であるヒストンが重要な役割を果たしている。DNA、ヒストン、その他のタンパク質は、それぞれ染色体の質量の約3分の1を占めており、このような複合構造はクロマチンと呼ばれる。クロマチンという用語は、特に間期における細胞核の構造を説明する際によく用いられる。これは、間期においては特殊な染色法（蛍光 in situ ハイブリダイゼーション法）を用いない限り、個々の染色体を視覚的に区別することができないためである。
最下位のパッケージング階層はヌクレオソームで、これは8個のヒストン分子からなるコアにDNAが巻き付いた構造である（右図の(2)を参照）。ヌクレオソームの直径は約10 nmであるため、これを構成するDNA鎖は10 nm繊維とも呼ばれる。その構造はしばしば、糸がビーズに巻き付いたネックレスに例えられる。1つのヌクレオソームには146塩基対のDNAが巻き付き、ヌクレオソーム同士の間にあるDNAはリンカーDNAと呼ばれる。この10 nm繊維は、電子顕微鏡でも観察可能であり、次のパッケージング階層にあたる30 nm繊維も同様に確認されている。ただし、30 nm繊維の内部構造、すなわち10 nm繊維がどのように折りたたまれてこの構造を組み立てているのかや、それより上位のパッケージング階層については依然として解明されていない。高次構造については、いくつかのモデルが提唱されている。ループモデルでは、30 nm繊維が大きなループを描きながら、一種のバックボーン構造に固定されていると考えている。一方、クロモネマモデルでは、30 nm繊維がさらに折りたたまれて太くなり、断面直系が120 nm以上に達する領域を形成すると考えている。また、間期のクロマチン構造が、どのようにして前期の染色体構造へと変化するのかについても、現時点では不明である。ただし、前期染色体から中期染色体へのさらなる凝縮については、DNAがらせん状に巻きとられるという説が広く受け入れられている。
クロマチンの凝縮状態は、細胞核内で一様ではない。一部の領域では、DNA染色剤によって特に強く染色されることから、これらの領域では凝縮が特に強いと考えられる。このように強く凝縮された領域はヘテロクロマチンと呼ばれ、染色度の低い、より緩く凝縮された領域はユークロマチンと呼ばれる。ヘテロクロマチンのように強く凝縮された領域では、遺伝子の発現が阻害されたり、完全に停止することもある（エピジェネティクスを参照）。

### 巨大染色体
巨大染色体には、多糸染色体とランプブラシ染色体の2種類が知られている。

#### 多糸染色体
多糸染色体は、内部構造が特徴的であり、さまざまな昆虫で見られる。特にショウジョウバエ Drosophila melanogaster や ユスリカ Chironomus において詳しく研究されてきた。この染色体は、核分裂を伴わない複数回のDNA複製（核内倍加）によって形成される。通常の倍数体とは異なり、多糸染色体では、父親と母親から受け継いだ相同染色体の両方で、同じDNA配列が何度も複製されて、束ねたケーブルのように平行に整列している。このため、ある遺伝子のすべてのコピーが隣接して配置されるという特徴を持つ。

#### ランプブラシ染色体
もうひとつの巨大染色体として、両生類の卵細胞で観察されるランプブラシ染色体がある。この染色体は、顕微鏡下で観察すると、ボトルブラシあるいはランプブラシに似た形状であることから、その名が付けられた。
| ohne | ユスリカ Chironomus 幼虫の唾液腺細胞。核内に多糸染色体が見られる。ヴァルター・フレミング (1882年) | ohne | サンショウウオ (Triton) の卵細胞核から採取されたボトルブラシ状の染色糸 (現在のランプブラシ染色体)。オスカー・ヘルトヴィヒ (1906年) |

## 染色体による性決定とその影響
一部の生物では、胚の発生中における温度などの環境条件によって性別が決定されるが、多くの生物では遺伝的に受け継がれた性染色体によって性別が決まる。これを遺伝性決定という。動物群によって、この遺伝性決定の仕組みは異なり、類似した仕組みが独自に進化した種もある。哺乳類の大多数や一部の他の動物群では、雌（メス）はX染色体を2本、雄（オス）はX染色体とY染色体を各1本持つ。哺乳類の雄のように、2種類の異なる性染色体を持つ場合、これをヘミ接合性と呼ぶ。鳥類もヘミ接合性であるが、雄はZ染色体を2本、雌はZ染色体とW染色体を1本ずつ持つ。膜翅目（まくしもく）に属する多くの昆虫（ハチやアリ）では、雌が2倍体、雄は1倍体 (de:ドイツ語版) であり、特徴的な性決定の仕組みを持つ。
ヘミ接合性の性では、多くの遺伝子が片方の染色体にしか存在しない。そのため、もしその染色体に異常（欠失や変異）が生じた場合、それを相同染色体上の正常なコピーで補うことができない。そのため、ヒトではほとんど男性にしか見られない遺伝性疾患が多数存在する。代表的な例として、血友病の一部、デュシェンヌ型筋ジストロフィー、赤緑色覚異常などがある。
染色体による性決定が行われる生物では、一方の性が同じ染色体を2本持つのに対し、もう一方の性は1本しか持たない。このままでは、一方の性では他方の性の2倍の遺伝子量となり、遺伝子産物の生成量に差が生じてしまう。動物はこれを防ぐさまざまな用量補償の仕組みを進化させてきた（参照：性染色体、X染色体不活性化、性染色質（バー小体とも））。

## 染色体数

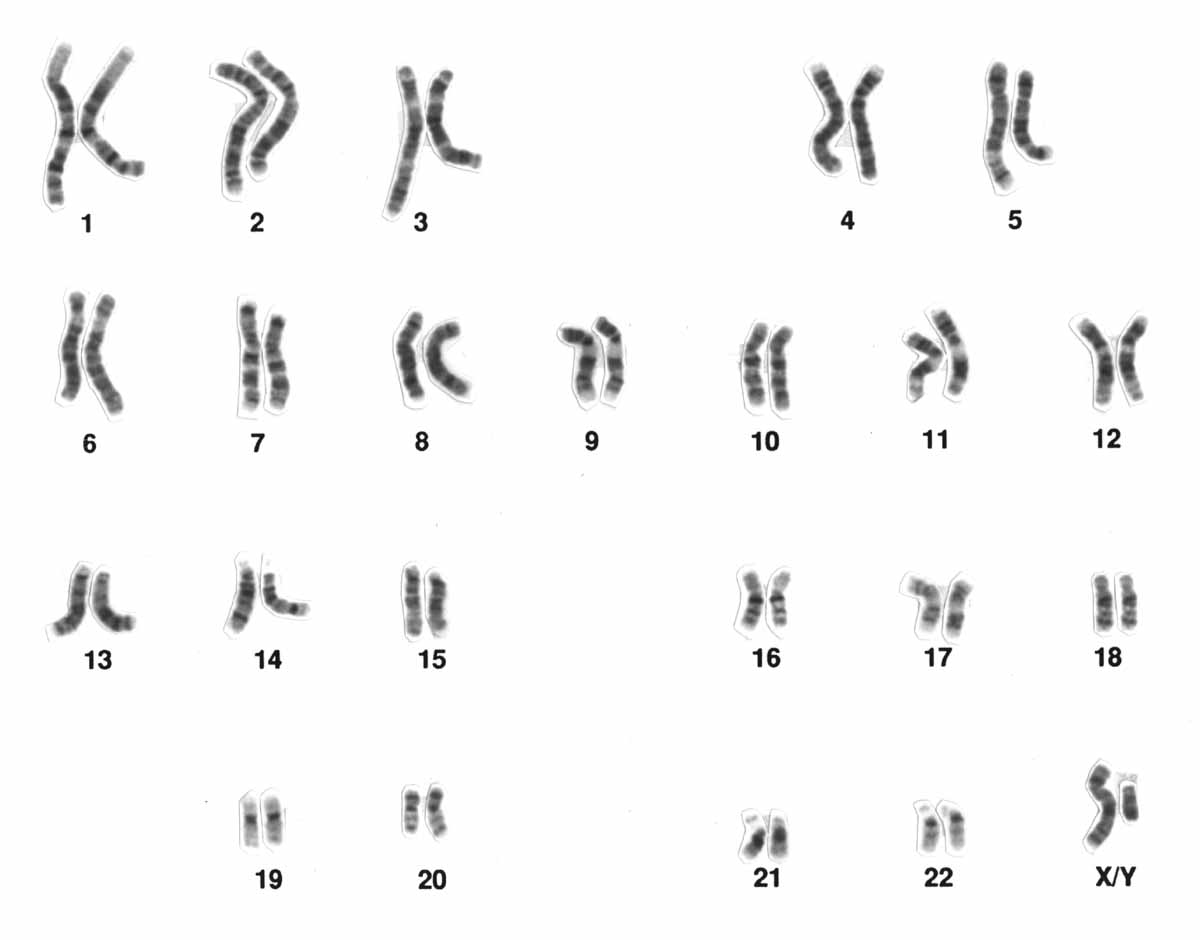
Gバンド法による男性の核型 (2n = 46,XY)

| 種                                               | 染色体数            |
| 哺乳類                                           | 哺乳類              |
| ------------------------------------------------ | ------------------- |
| ヒト                                             | 46                  |
| チンパンジー                                     | 48                  |
| ゴリラ                                           | 48                  |
| オランウータン                                   | 48                  |
| アカゲザル                                       | 42                  |
| メガネザル                                       | 80                  |
| ココウモリ (Myotis)                              | 44                  |
| ハツカネズミ                                     | 40                  |
| ゴールデンハムスター                             | 44                  |
| ドブネズミ (Rattus norvegicus)                   | 42                  |
| イヌ                                             | 78                  |
| ネコ                                             | 38                  |
| ブタ (Sus scrofa)                                | 38                  |
| オポッサム (Monodelphis domestica)               | 18                  |
| カモノハシ                                       | 52                  |
| ハリモグラ 雌/雄                                 | 64/63               |
| 魚類                                             |                     |
| トラザメ                                         | 24                  |
| 金魚                                             | 94                  |
| ヤツメウナギ                                     | 174                 |
| 両生類                                           |                     |
| アホロートル                                     | 28                  |
| サンバガエル                                     | 36                  |
| 爬虫類                                           |                     |
| アリゲーター                                     | 32                  |
| アシナシトカゲ (Anguis fragilis)                 | 44                  |
| ヨーロッパヌマガメ                               | 50                  |
| ニワカナヘビ (Lacerta agilis)                    | 38                  |
| 鳥類                                             |                     |
| ニワトリ                                         | 78                  |
| クロウタドリ                                     | 80                  |
| 無脊椎動物                                       |                     |
| ウマ回虫 (Ascaris megalocephala univalens)       | 2                   |
| ウマ回虫 (Ascaris megalocephala bivalens)        | 4                   |
| カ (Culex)                                       | 6                   |
| キイロショウジョウバエ (Drosophila melanogaster) | 8                   |
| ミツバチ (Apis) 雌/雄                            | 32/16               |
| 太陽虫                                           | 44                  |
| ヒメリンゴマイマイ                               | 54                  |
| コウイカ (Sepia)                                 | 12                  |
| ヒル (Glossosiphonia complanata)                 | 26                  |
| エクスカバータ                                   |                     |
| ユーグレナ                                       | 約200               |
| 菌類                                             |                     |
| ハラタケ                                         | 8                   |
| 緑藻植物                                         |                     |
| シオグサ属(藻類) Cladophora                      | 32                  |
| 植物                                             |                     |
| スイバ 雌/雄                                     | 14/15               |
| ヒトツブコムギ / エンマーコムギ / スペルトコムギ | 14 / 28 / 42        |
| セイヨウミザクラ (品種による)                    | 16, 24, 32, 54, 144 |
| フキタンポポ                                     | 60                  |
| シクラメン                                       | 48                  |
| ワラビ                                           | 104                 |
| セイヨウオシダ                                   | 164                 |
| スギナ                                           | 216                 |
| ヒロハハナヤスリ                                 | 480                 |

### 核型：個体における染色体の構成
ある個体が持つすべての染色体の組み合わせは、その個体の核型（かくがた、英: karyotype）とよばれる。多くの生物（哺乳類を含む）では、性染色体のうちヘミ接合を除けば、核型には同じ遺伝子を持つ相同染色体が対になって存在している。このような染色体の構成（染色体セット）は、2倍体と呼ばれ、2n と表記される。有性生殖を行う生物では、この2倍体構成は、両親から1本ずつ染色体を受け継ぐことで成立する。
同じ種、かつ同じ性の個体同士では、通常、染色体セットは共通しており、同じ核型をもつ。ただし、一部の生物種において、B染色体と呼ばれる、個体や細胞によって本数が異なる余剰染色体が存在する例外がある。
同一種内の通常の染色体であっても、性別によって染色体の形に違いが見られたり、まれに染色体の数が相違することもある。このような場合、性別ごとに異なる核型を持つことになる（ § 染色体による性決定とその影響 を参照）。たとえば、ヒトは男性も女性も染色体数は46本で共通だが、Y染色体はX染色体よりも小さく、その構造に違いがある。したがって、核型は女性では46,XX、男性では46,XYと表記される。核型の決定には、カリオグラム（染色体の画像を分類・配列した図）が用いられる（ § カリオグラム を参照）。

### 次世代への染色体の伝達
受精のたびに染色体数が増加してしまうことを防ぐため、成熟した配偶子が形成される前に、細胞核内の染色体の数を減らす過程が必要がある。この染色体数の半減は、減数分裂における減数的分裂、すなわち減数分裂Iによって行われる。減数分裂の過程では、交差（乗換え）によって相同染色体間で遺伝情報の交換（組換え）が起こる。その結果、親とは異なる遺伝的構成をもつ新しい染色体が形成される。また、減数分裂の後に形成される配偶子（1倍体）では、組換えの起きた染色体のうち、どの組換え染色体が染色体セットを構成するかは偶然によって決まる。こうして、父親と母親から受け継いだ染色体セグメントが多様に組み合わさり、新たな配偶子（1倍体）に含まれることになる。
2倍体（2n）の動物では、減数分裂を経て1倍体（n）生殖細胞が形成され、成熟した配偶子（卵子または精子）となる。これらの配偶子が融合（受精）して、新たな個体の最初の細胞である接合子（受精卵）が形成され、その細胞核に両親の1倍体染色体セットから構築された2倍体の染色体セット（2n）が格納される。なお、一部の動物種では雑種形成という、染色体が分配される過程で何らかの逸脱が起こる現象が見られる。
植物や単細胞生物では、1倍体世代と2倍体世代が交互に現れることがある（世代交代 (en:英語版) を参照）。種のなかには、2倍体期が非常に短く、1倍体期が生活史の大半を占める種も存在する。

### 非2倍体染色体セット
ときに「すべての高等生物および高等植物が2倍体、すなわち2組の染色体セットを持つ」という見解が示されるが、これは事実ではない。実際には、多くの動物および植物が2倍体である一方で、別の倍数性を示す生物も多数存在する。
前述のとおり、植物における世代交代では、1倍体個体が形成される。また、多くの昆虫種（半倍数性）や、一部のダニにおいても1倍体の雄が確認されている。さらに、1倍体の雌に関する例も知られている。たとえば熱帯農作物の害虫であるダニの一種 Brevipalpus phoenicis は、1倍体の雌のみから構成され、単為生殖によって繁殖する。ある研究によれば、これらは本来遺伝的には雄であり、細菌感染によって雌化した個体であるとされている。こうした細菌による雌化現象は、他の節足動物でも確認されており、多くの場合、ボルバキアという細菌が関与している。
一部の種では、2本以上の単一染色体セットからなる染色体構成が観察される。これらは2倍体ではなく、より高次の倍数性を示し、3倍体（3n）、4倍体（4n）、6倍体（6n）などと分類され、総称して多倍数体（polyploid）と呼ばれる。植物においては、通常、1倍体ゲノム中に含まれる染色体の数を「基本染色体数（または基本数）」といい、x で表す。染色体数が基本数の整数倍である場合、正倍数性（euploidie）とされる。たとえば、2倍体の植物は 2x 個、4倍体は 4x 個の染色体を持つ。基本数 x = 7 の4倍体の植物であれば、染色体数は 4x = 28個となる。
4倍体は、2倍体に次いで頻度の高い倍数体で、多くの被子植物、昆虫、両生類で観察される。4倍体は、DNA複製および染色分体の倍加後に細胞分裂が阻害されることで生じる。多くの有用植物、特に穀類は、2倍体の野生種から多倍体化を経て分化したものである。
植物においては、さらに高次の倍数体も見られる。たとえば、異なる2種間で交雑が起こり、その子孫が両親由来の全染色体を保持する場合、異質倍数体（英: Allopolyploidy、独: Additionsbastarden）が形成される。現代の小麦はその一例であり、6倍体である。
2倍体個体と4倍体個体の交配により、3倍体個体が生まれることがある。これは、両者が近縁種である場合に可能である。ただし、3倍体個体は、染色体セットが奇数個であるため、減数分裂中に染色体の対合に支障を来し、通常は不妊となる。しかしながら、繁殖能力のある3倍体個体も例外的に発見されており、両生類では、2倍体、4倍体、さらには3倍体が同一種または近縁種内に共存することがある。トノサマガエル属においては、減数分裂に先立ち、遺伝的に受け継いだ単一染色体セットのうちの1つが意図的に除去される（ドイツ語版、ヨーロッパトノサマガエル § 遺伝的特徴を参照）。パキスタンでは、類似の機構を持つ3倍体のヨーロッパヒキガエル個体群が、限定された地域内で確認されている。
理論的には、たとえば4倍体から2倍体へのスムーズな移行が可能とされる。4倍体生物において、各々の染色体対が重複して存在するため、一部の対に遺伝子の喪失などの変化があっても、他の対によって補われることがある。また、進化の過程で染色体対の遺伝子コピーが分化し、それぞれ異なる機能を担うようになる可能性もある。一対のみに染色体変異（ § 染色体変異 を参照）が生じる可能性もある。こうした変化が蓄積することにより、もともとは同一だった染色体対が分化し、最終的には4倍体としての性質を失い、実質的に2倍体として振る舞うようになると考えられる。脊椎動物の初期進化に関しては、ゲノム重複が2回起こったとする「2R仮説」が提唱されている。この仮説によれば、現在の2倍体脊椎動物は、もともと8倍体（8n）の生物から進化したとされる。たとえば、脊椎動物の1倍体ゲノムにおいてHox遺伝子クラスターが4個存在するのに対し、他の動物では通常1個しか存在しない観察結果を説明することができる。
多細胞生物においては、個々の体細胞の倍数性が、その個体の全体的な倍数性と異なることがある。その最もよく知られた例は、一部の昆虫に見られる多糸染色体である（ § 多糸染色体 を参照）。ラットの肝臓についても、主要な2倍体細胞とは別に、まれに1倍体、3倍体、4倍体の細胞が報告されている。4倍体細胞は、染色体の複製後、核分裂を伴わない核内倍加（英: endoreduplication）または核内分裂（英: endomitosis）によって容易に生じる。一方、2倍体生物の体細胞における1倍体および3倍体については、報告例が非常に少なく、実験誤差や人工物である可能性も否定できない。また、その発生メカニズムも明らかになっていない。高次の倍数性は細胞核サイズの増大を伴い、それによって遺伝物質の量が多くなり、大型の体細胞でも代謝需用を満たすことが可能になる。

### カリオグラム

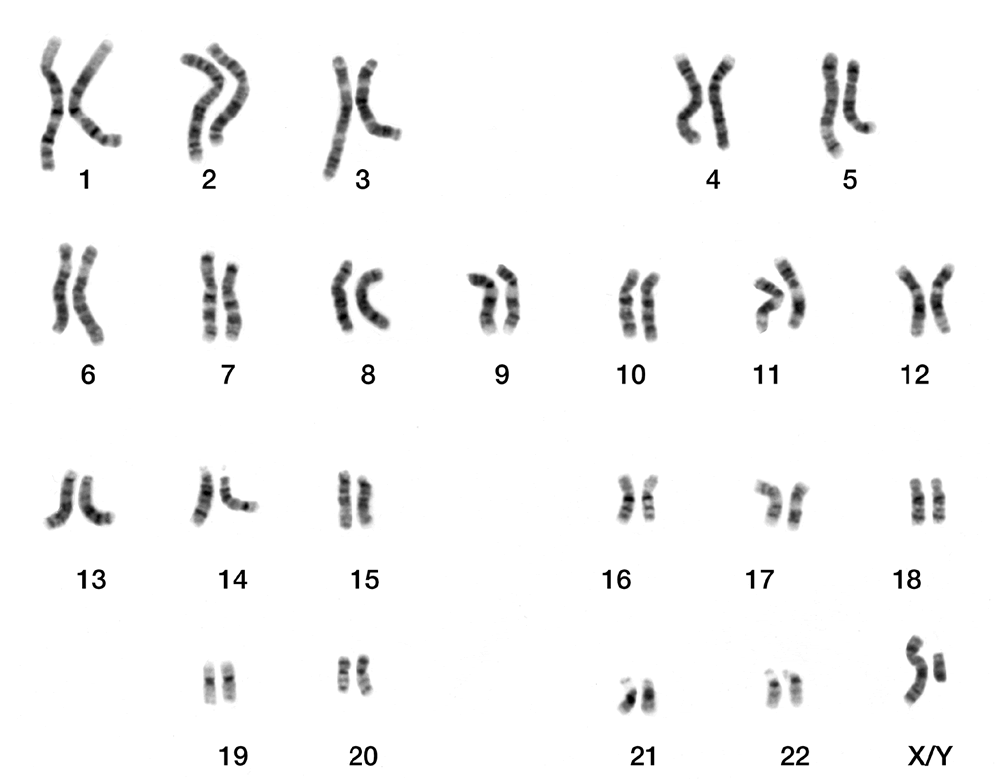
男性の小児のカリオグラム

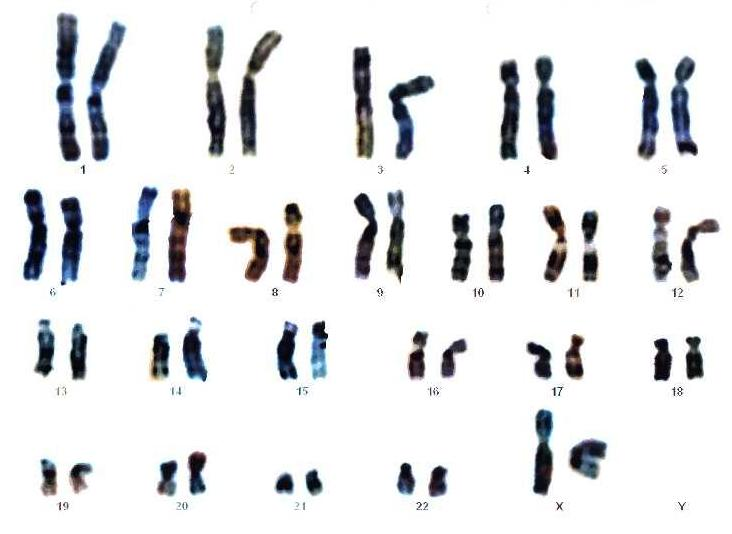
女性の胎児のカリオグラム

カリオグラム（核型図）とは、分裂中期標本における染色体を分類・配列して視覚的に表したものである。このような標本は、細胞培養中に微小管の形成を阻害する薬剤（例：コルヒチンやノコダゾール）を添加することで作成される。薬剤によって紡錘体の形成が阻害されるため、細胞は分裂後期に移行できなくなり、多くの細胞が中期段階で停止し、観察対象となる細胞も増加する。収集した細胞は、低張処理して膨潤させ、固定した後、スライドガラス上に滴下する。これにより、中期染色体が平面上に広がる（ § ヒト女性のリンパ球細胞由来の中期染色体 の図を参照）。その後、染色体を染色して写真撮影し、大きさ順に並べることでカリオグラムを作成し、そこから核型を決定することができる （右図を参照）。
カリオグラムは、生物の核型の研究だけでなく、染色体異常が疑われる臨床応用でも利用される。

## 染色体変異

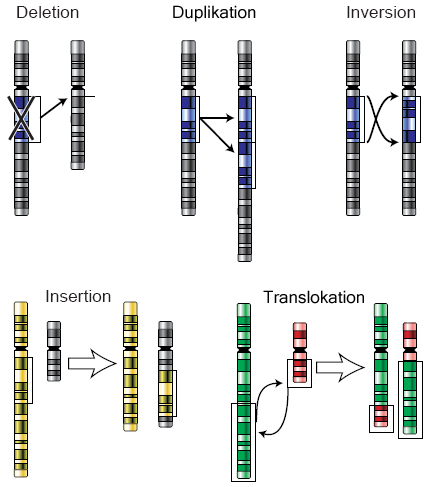
染色体変異の模式図。左上から右下に: 欠失 (Deletion), 重複 (Duplikation), 逆位 (Inversion), 挿入 (Insertion), 転座 (Translokation)

染色体に永続的な変化が生じるのは、DNA二重らせんが少なくとも2箇所で切断され、それが誤って修復された場合である。通常、DNA二重鎖の切断は正確に修復されるため、永続的な変化には至らない。しかし、2つの異なる切断が別々の場所に起こり、DNA修復中に誤ったDNA同士が結合されると、染色体変異が発生する。切断個所が同一染色体上にある場合、欠失（一部の喪失）または染色体逆位（一部が逆になる）が発生する。染色体内のもう一つの変異は、遺伝子重複（一部が2つになる）である。一方、二重鎖切断が異なる染色体上で起こった場合には、転座と呼ばれる相互移動が起こることがある。これらの変異については、それぞれの記事で詳しく説明している。
染色体変異は、染色体の進化にも、臨床的な問題にも関与している。臨床的には、遺伝性疾患 (en:英語版)  （ § ヒトの染色体を参照）、腫瘍の発生（例：フィラデルフィア染色体）、放射線生物学におけるDNA損傷などが代表的な関心領域である。
上述のような染色体構造の変化とは異なり、染色体の本数自体が増減する数的異常（染色体異数性）もあり、区別を要する。後者の場合、影響がある染色体が1本のみであるため、トリソミー (en:英語版) （3倍体とは異なる）またはモノソミー（染色体異常を参照）と呼ばれる。

## 染色体の進化
染色体進化とは、進化の過程における染色体の構造変化を指す。生物の外見的な特徴や、遺伝子の塩基配列から進化の歴史をたどれるのと同様に、染色体の構造からも系統関係を明らかにすることができる。たとえば、ヒトの染色体（46本）は、大型類人猿であるチンパンジー、ゴリラ、オランウータン（いずれも染色体数は48本）と非常によく似ている。この種群の中で観察される染色体間の構造変化（染色体の再編成）は、わずか2つにとどまる。その一つは、ヒトに特有な2番染色体である。これに対応する遺伝情報は、他の大型類人猿では、2本の小さな染色体に分かれて存在している（右下、ヒトとオランウータンの染色体比較の図を参照）。もう一つは、ゴリラに特異的な転座であり、ヒトの5番と17番の染色体に相当する領域の間で起こっている。このような研究によって、大型類人猿の先祖が持っていたと考えられる核型、すなわち現在のチンパンジーやオランウータンに見られる48個の染色体構成が推定されている。

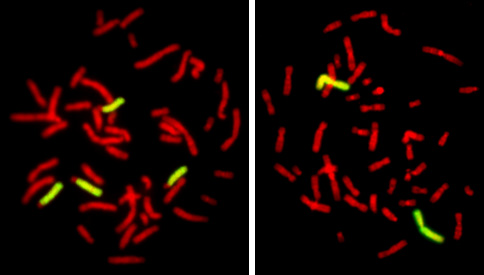
ヒト第2染色体のDNAを標識し、蛍光 in situ ハイブリダイゼーション法を用いてオランウータン (左) およびヒト(右) の中期染色体に適用したところ、標識された領域が緑色に染色された。ヒトでは第2染色体の2コピー(計2個所)のみが染色されたのに対し、オランウータンでは2本の染色体の2コピー(計4個所)が染色された。この結果は、ヒト第2染色体が、オランウータンでは別々の2本の染色体に分かれて存在していた領域に由来することを示している。

染色体に進化的に安定した変化が生じるのは、染色体の変異が生殖細胞系で起こった場合に限られる。すべての染色体セグメントが正しい数で存在する「均衡の取れた」変化は、変異を持つ個体にとっては当初、疾患リスクをもたらさない。しかし、減数分裂の際に問題が生じる。この変化は最初、「1つ」の染色体（融合や転座の場合は2つ）にのみ起こり、対応する相同染色体には変化が見られないからである。そのため、通常なら同じ構造を持つ相同染色が対になって対合するところ、相方の染色体が存在しないため、正常な減数分裂が行われない。その結果、分離異常のリスクや、過剰または欠失した染色体部分を持つ配偶子が生じるリスクが生じやすくなり、ひいては生まれる子供の疾患リスクが高まる。そのため、多くの場合、このような変異は次世代で淘汰され、消失する。ただし、関与する染色体の両方のコピーが同じ変化を持っている場合に限り、その状態は安定して存続しうる。たとえば、「1つ」の変異を持つ顕性な雄が多数の子供をもうけ、その子同士が交配して、影響を受けた染色体の両コピーに同じ変化を持つ孫が誕生した場合がそれにあたる。このような孫同士の交配では選択的に不利は生じないが、もとの染色体を持つ個体との交配では、分離異常が起こり、生まれた子供の生殖能力に低下が見られる。このようにして、染色体変異が「固定化」されることは、種分化の一因であると考えられている。
近縁の種や種群であっても、必ずしも遠縁の種より染色体が類似しているとは限らない。たとえば、ヒトを含む大型類人猿の染色体は、マカク属（Macaca fuscata、ニホンザル）の染色体と非常によく似ている。一方で、よりヒトに近縁とされる小型類人猿（テナガザル）の染色体は、大型類人猿ともマカク属とも大きく異なっている。数多くの染色体再編成が起こったことで、テナガザルの染色体のうち、全長にわたってヒトと相同といえるものはわずか5つしかない。このことから、一部の種（テナガザルなど）では、核型の進化的変化が、他の系統（マカク属、大型類人猿）に比べてはるかに速く進んでいることは明らかである。この違いは、変異の発生率が高いためではなく、生じた変化がより繁盛に固定化されることによると考えられている。その要因の一つとして、生活様式や社会行動の違いが挙げられる。テナガザルは小さな集団で生活しており、大規模な群を形成する動物よりも、染色体変化が集団内に速く定着しやすい可能性がある。実際に、同じテナガザル種内でも、個体によって核型における染色体多型（差異）が見られ、染色体の急速な進化が現在も続いていることを示唆している。また、多型の比較的多く見られることは、異なる核型を持つ個体間の雑種が、従来考えられていたほど大きな選択的不利を受けていない可能性も示唆している。

## ヒトの染色体

ヒト染色体のイデオグラム

ヒトの染色体は46本で、そのうち2本は性染色体であり、女性はXX、男性はXYの組み合わせを持つ。（ § 染色体による性決定とその影響 を参照）残りの22対の染色体は常染色体と呼ばれる。常染色体は、顕微鏡観察での大きさに基づいて1番から22番まで番号が付けられている。ヒトは他の哺乳類と同様、2倍体であり、1つの細胞あたり2組の染色体セットを持つ。つまり、常染色体（1-22番）がそれぞれ2本ずつ、性染色体も2本が存在している。

### 性染色体の性質
X染色体は155 Mb（メガ塩基対）、Y染色体は 59 Mbと、大きさ（塩基対数）には大きな差があるが、共通点も存在する。X染色体とY染色体の両端には、DNA配列がよく似ている偽常染色体領域（PAR）があり、この領域には男女共通で2つずつ存在する遺伝子が含まれている。PAR領域の遺伝子は、X染色体不活性化の影響を受けず、減数分裂時にはX染色体とY染色体の間で組換えが可能である。
Y染色体の組換えが起こらない領域にも、約半数の遺伝子はX染色体上に対応して存在する。これらは主に基礎代謝に関わる遺伝子である。また、X染色体にも存在する2つの遺伝子は、精巣でのみ発現する。X染色体上に相同遺伝子が存在しない残りのY染色体の遺伝子も同様に、精巣でのみ発現し、男性の性決定や精子形成を制御している。なお、Y染色体のセントロメア付近の長腕部分に欠失があると、低身長症になることがある。

### 臨床的に重要なゲノム変異および染色体変異
染色体異常、すなわち、染色体変異、染色体の不安定性、染色体の切断、あるいは染色体数の異常（数値的染色体異常、またはゲノム変異）により、臨床的に重篤な症状を伴う症候群が発生することがある。
こうした臨床像を、「構造異常による染色体変異」と「数の異常による染色体数異常」のどちらか一方に分類することは、必ずしも可能ではない。たとえば、ダウン症候群の多くは、21番染色体が1本多く存在する「完全」トリソミー（遊離トリソミー）によって生じる。しかし、約3 %の症例では、21番染色体の一部が別の染色体と融合する転座型が原因である。この場合、21番染色体の特定領域のみが3コピー存在していることになる。以下に示す症候群は、それぞれ個別の記事で詳しく説明されており、ここではその概要のみ紹介する。

#### 常染色体トリソミー
新生児における遊離トリソミーは、常染色体のうち、21番、18番、13番染色体に限られている。これら3つはいずれも遺伝子の少ない染色体であり（遺伝子が豊富な領域と乏しい領域を示す核型図 も参照）、このことから、他の常染色体における遊離トリソミーは生存に適さないことが示唆される。
- ダウン症候群（21トリソミー）

21番染色体の遺伝物質が、すべてまたは一部の体細胞に3コピー存在する状態
- 発生頻度：新生児600-800人に1人
- 主な症状：先天性心疾患、知的障害など
- 経過：かつては多くの患者が幼少期に感染症で死亡していたが、現在の平均寿命は60歳以上に伸びた

- エドワーズ症候群（18トリソミー）

18番染色体の遺伝物質が、すべてまたは一部の体細胞に3コピー存在する状態
- 発生頻度：新生児2,500人に1人
- 主な症状：多様な臓器形成異常（先天性心疾患、腎臓奇形など）、重度の知的障害（言語障害）
- 経過：成人期に達する例は非常にまれ

- パトウ症候群（13トリソミー）

13番染色体の遺伝物質が、すべてまたは一部の体細胞に3コピー存在する状態
- 発生頻度：新生児6,000人に1人
- 主な症状：先天性心疾患、口唇口蓋裂、多指症（指が通常よりも多い）、重度の知的障害など
- 経過：成人期に達する例は極めてまれ

- 8トリソミー（英語版）

一部の体細胞において、8番染色体の遺伝物質が3コピー存在する状態
- 主な症状：手足の深いしわ、脊椎奇形、神経管奇形（特に開放性二分脊椎症）、高身長症傾向など

#### 性染色体数の異常
- ターナー症候群 (45,X)

性染色体の一方が欠失している状態
- 発生頻度：新生児3,000人に1人
- 主な症状：この症候群の女性は、第二次性徴の発達不全、低身長、低い髪の生え際、特徴的な眼や骨の発達異常、漏斗胸などを呈し、多くは不妊となる。 知的障害はないが、空間認識能力や数学的能力が平均を下回ることがある。

- トリプルX症候群 (47,XXX)

もっとも臨床的症状が乏しい染色体異常とされ、多くの症例では診断に至らない
- 主な症状：知的機能は兄弟姉妹よりも低い傾向があり、妊娠能力が若干低下することがある。新生児に染色体異常が見られる頻度はわずかに上昇する。

- 48,XXXX および 49,XXXXX

X染色体の数が増えるにつれて、知的機能と生殖能力はともに低下する傾向
- クラインフェルター症候群（通常は 47,XXY、まれに 48,XXXY または49,XXXXY）
  - 発生頻度：男児新生児1,000人に1人
  - 主な症状：この症候群の男性は、不妊、高身長、腕と脚が長い傾向、乳房の発達（偽女性化乳房）、体毛が少ないなどの特徴を示す。知能指数は、兄弟姉妹と比較して平均10ポイント程度低い傾向がある。

- XYY症候群（47,XYY）

この症候群の男性は、外見上ほとんど異常は見られず、多くは偶然の検査で発見される。平均寿命に影響はなく、生殖能力もほぼ正常。身長は兄弟と比較して平均10 cm程度高く、知的機能わずかに低い傾向。まれに潜在精巣など、染色体異常に関連する症例が見られることがある。
- XXYY症候群（英語版）

48,XXYY男性はXYY男性に類似した特徴を持つが、不妊であり、知的機能が低い傾向がある。この傾向は、48,XYYYや、極めてまれな49,XYYYY男性でさらに顕著で、臓器奇形も伴うことがある。

#### マーカー染色体
マーカー染色体とは、通常の染色体とは別に存在し、形態や構造から容易に同定できない染色体を指す。これらは、正常な染色体由来の遺伝物質で構成されているが、一般的に非常に小さいため、G分染法（遺伝子が豊富な領域と乏しい領域を示す核型図 も参照）では識別が困難である。同定には、高解像度の蛍光 in situ ハイブリダイゼーション法が有効である。

#### 常染色体の欠失
常染色体モノソミーは知られておらず、そうした欠失による障害は、生命の維持に適さないものと考えられている。一方で、常染色体の一部が欠失するさまざまな例が報告されており、その中にはごく少数の臨床例しか確認されていないものもある。以下にあげるリストは、そうした欠失の中でも特によく知られた例に限られている。
- 1番染色体の短腕末端の欠失

比較的最近明らかになり、最も頻度の高い欠失とされている
- 発生頻度: 新生児5,000-10,000人に1人
- 主な症状: 症状は一定しておらず、多くの場合で重度の知的障害が認められる

- 猫鳴き症候群（Cri-du-chat症候群）

5番染色体の短腕末端の欠失によって引き起こされ、1963年に初めて報告された常染色体の欠失である
- 発生頻度: 新生児50,000人に約1人
- 主な症状: 幼児期には、喉頭の奇形によって猫の鳴き声のような高い声が特徴である。その他の特徴には、眼間開離 (de:ドイツ語版) 、小頭症、小顎、知的障害などがある。 内臓への影響は比較的少なく、生存率は比較的良好である。

- ウォルフ・ヒルシュホーン症候群（英語版）

4番染色体の短腕末端の欠失によって引き起こされる疾患
- 発生頻度: 新生児50,000人に1人
- 主な症状: 重度の認知障害 (de:ドイツ語版) 、成長遅延が典型的であり、生後18ヶ月に死亡する例が過半数を占める

- ド・グルーシー症候群（ドイツ語版）

18番染色体の異なる腕の欠失によって生じる2種類の亜型がある。
その他の例として、ウィリアムズ症候群（ウィリアムズ・ボイレン症候群、7q11.23）、および、スミス・マゲニス症候群（17p11.2、報告されている発生率は、出生15,000-25,000人に1人）があげられる。
特筆すべき症例は、15q11.2-q12領域の欠失である。この領域は、「ゲノムインプリンティング」と呼ばれるエピジェネティック調節を受けており、どちらの親から受け継がれたかによって、特定の遺伝子の活性化／不活性化が異なる。通常は、父母由来の遺伝子が1つずつ存在しているが、どちらか一方が欠失すると、母親由来の領域の欠失（アンジェルマン症候群）と、父親由来の領域の欠失（プラダー・ウィリー症候群）のどちらかによって臨床像が異なって現れる。
ICD-10 (en:英語版) コードO35.1は、胎児に染色体異常（またはその疑い）がある場合の妊婦管理に用いられる診断コードである。

## 原核生物およびウイルスの「染色体」
原核生物（細菌および古細菌）は細胞核を持たず、いわゆる「典型的な染色体」も存在しない。これらの生物における遺伝情報は、1つまたは複数の、主に環状のDNA分子が担っており、細菌染色体と呼ばれることがある。真核生物のミトコンドリアや葉緑体に含まれるDNAも、通常は環状で、その構造は細菌染色体に似ている（細胞内共生説を参照）。これらのDNAは、形式的に「核外染色体」と見なされ、それぞれミトコンドリアDNA（コンドリオーム、独: Chondriom）あるいは葉緑体DNA（プラストーム、独: Plastom）と呼ばれる。長いDNA分子を非常に小さな空間に効率よく格納する仕組みは、古細菌では真核生物の細胞核に相同（ホモログ）の構造が見られる。一方、細菌では真核生物の細胞小器官と類似している（細胞内共生説を参照）。
ウイルスにおいても、ゲノムが1つまたは複数の核酸分子（DNAまたはRNA）から構成される場合、これらの核酸セグメントを「染色体」と呼ぶことがある。たとえば、インフルエンザA型ウイルスのRNAゲノムは、8つのセグメント（染色体）で構成されている。

## 染色体研究の歴史
- 1842年 カール・ネーゲリ による染色体の発見
- 1865年 グレゴール・ヨハン・メンデルがメンデルの法則を発表
- 1869年 フリードリッヒ・ミーシェルによるヌクレイン（現在のDNA）を発見
- 1882年 ヴァルター・フレミング による有糸分裂の記載[38]
- 1888年 ハインリッヒ・ヴィルヘルム・ヴァルダイエルによる「染色体」の命名
- 1900年 ユーゴー・ド・フリース、エーリヒ・フォン・チェルマク、カール・エーリヒ・コレンスによるメンデルの法則の再発見
- 1900年代、ウォルター・サットンとテオドール・ボヴェリによる染色体説の提唱[39][40]
- 1920年代、トーマス・ハント・モーガンらによる染色体説の実証[41]
- 1944年 オズワルド・アベリーらによる肺炎双球菌の形質転換実験（アベリー-マクロード-マッカーティの実験）[42]
- 1952年 アルフレッド・ハーシーらによるブレンダー実験（ハーシー-チェイスの実験）[43]
- 1953年 ジェームズ・ワトソン、フランシス・クリックによるDNA二重らせんモデルの提唱[44]
- 1956年 アーサー・コーンバーグによるDNAポリメラーゼの発見
- 1974年 オリンズ、ロジャー・コーンバーグらによるヌクレオソームの発見[45][46]
- 1978年 エリザベス・ブラックバーンらによるテロメア配列の同定[47]
- 1980年 ジョン・カーボン（英語版） らによる機能的セントロメア配列の同定[48]
- 1996年 チャールズ・デビッド・アリスらによるヒストンアセチル化酵素の同定[49]。スチュアート・シュライバーらによるヒストン脱アセチル化酵素の同定[50]
- 1997年 ティモシー・J・リッチモンド（英語版）らによるヌクレオソームの高解像度結晶構造解析[51]
- 2000年 ヒトゲノムドラフト配列の発表

## 参照項目
- 遺伝的連鎖 - 染色体上で互いに近いDNA配列が一緒に遺伝する傾向

### 和書
- B. Alberts他 著（中村桂子・松原謙一 監訳）『細胞の分子生物学 第6版』ニュートンプレス、2017年。
- B. Alberts他 著（中村桂子・松原謙一 監訳）『Essential 細胞生物学 第4版』南江堂、2016年。
- D. Morgan 著（中山敬一・啓子 翻訳）『カラー図説 細胞周期』メディカルサイエンスインターナショナル、2008年。
- A.T. Sumner 著（福井希一・真庭理香 翻訳）『クロモソーム：構造と機能』大阪公立大学共同出版会、2007年。
- 平岡泰・原口徳子 編『染色体と細胞核のダイナミクス』化学同人、2013年。
- 平野達也・胡桃坂仁志 編『実験医学増刊号「教科書を書き換えろ！染色体の新常識」』羊土社、2018年。

### 洋書
- John Sedat, Angus McDonald, Herbert Kasler, Eric Verdin, Hu Cang, Muthuvel Arigovindan, Cornelis Murre, Michael Elbaum: A proposed unified mitotic chromosome architecture. In: Proc Natl Acad Sci USA 119, 20, 2022: e2119107119. PDF.
- Bastiaan Dekker, Job Dekker: Regulation of the mitotic chromosome folding machines. In: Biochem J 479, 20, 2022: 2153–2173. PDF.
- Ensieh Khazaei, Ala Emrany, Mostafa Tavassolipour, Foroozandeh Mahjoubi, Ahmad Ebrahimi, Seyed Abolfazl Motahari: Automated analysis of karyotype images. In: J Bioinform Comput Biol 20, 3, 2022: 2250011. doi:10.1142/S0219720022500111.
- Alessio Iannucci, Alexey I Makunin, Artem P Lisachov, Claudio Ciofi, Roscoe Stanyon, Marta Svartman, Vladimir A Trifonov: Bridging the gap between vertebrate cytogenetics and genomics with Single-chromosome Sequencing (ChromSeq). In: Genes (Basel) 12, 2021: 124. PDF.
- Isha Pathak, Bruno Bordoni: Genetics, Chromosomes. StatPearls Publishing, Treasure Island, Florida 2021. (ncbi.nlm.nih.gov, online-Buch)
- Marco Di Stefano, David Castillo, François Serra, Irene Farabella, Mike N. Goodstadt, Marc A. Marti-Renom: Analysis, modeling, and visualization of chromosome conformation capture experiments. In: B. Bodega, C. Lanzuolo (Hrsg.): Capturing Chromosome Conformation. In: Methods in Molecular Biology. Band 2157, 2021. Humana, New York NY. doi:10.1007/978-1-0716-0664-3_4.
- Rachel P. McCord, Noam Kaplan, Luca Giorgetti: Chromosome conformation capture and beyond: Toward an integrative view of chromosome structure and function. In: Mol Cell. Band 77, Nr. 4, 2020, S. 688–708; PMC 7134573.
- Paul Batty, Daniel W. Gerlich: Mitotic chromosome mechanics: How cells segregate their genome. In: Trends Cell Biol. Band 29, Nr. 9, 2019, S. 717–726. (cell.com, PDF)
- Stanislau Yatskevich, James Rhodes, Kim Nasmyth: Organization of chromosomal DNA by SMC complexes. In: Annu Rev Genet. Band 53, 2019, S. 445–482. doi:10.1146/annurev-genet-112618-043633 – SMC: Structural maintenance of chromosomes.
- Bärbel Häcker: Chromosomen. In: Werner E. Gerabek, Bernhard D. Haage, Gundolf Keil, Wolfgang Wegner (Hrsg.): Enzyklopädie Medizingeschichte. De Gruyter, Berlin / New York 2005, ISBN 3-11-015714-4, S. 261 f.
- Tariverdian, Gholamali (1995). Chromosomen, Gene, Mutationen: Humangenetische Sprechstunde. Werner Buselmaier. Berlin, Heidelberg: Springer Berlin / Heidelberg. ISBN 978-3-540-58667-8
- Traut, Walther (1991). Chromosomen: Klassische und molekulare Cytogenetik. Berlin Heidelberg: Springer. ISBN 978-3-540-53319-1
- Murken, Jan, ed (2006). Humangenetik (7., vollst. neubearb. u. erw. Aufl ed.). Stuttgart: Thieme. ISBN 978-3-13-139297-8
- Thomas Cremer [ドイツ語版] (1985), Von der Zellenlehre zur Chromosomentheorie, Berlin / Heidelberg / New York / Tokyo: Springer, ISBN 3-540-13987-7
- Ivona Kubalová, Amanda Souza Câmara, Petr Cápal, Tomáš Beseda, Jean-Marie Rouillard, Gina Marie Krause, Kateřina Holušová, Helena Toegelová, Axel Himmelbach, Nils Stein, Andreas Houben, Jaroslav Doležel, Martin Mascher, Hana Šimková, Veit Schubert (2 March 2023), “Helical coiling of metaphase chromatids”, Nucleic Acids Research, pp. gkad028, doi:10.1093/nar/gkad028, ISSN 0305-1048{{citation2}}:  CS1メンテナンス: 複数の名前/author (カテゴリ)